# Рубільська
Рубільська — річка в Білорусі, у Столінському районі Берестейської області. Права притока Горині, (басейн Прип'яті).

## Опис
Довжина річки 15 км, похил річки 0,07  м/км, найкоротша відстань між витоком і гирлом — 8,46  км, коефіцієнт звивистості річки — 1,78 . Площа басейну водозбору 94,0  км². Річка формується притоками, декількома безіменними струмками та загатами.

## Розташування
Бере початок на північно-західній стороні від села Хотамель (колишнє Хотомля). Тече переважно на північний схід через село Рубіль і на південно-східній околиці Харомска впадає у річку Горинь, праву притоку Прип'яті.

## Притоки
- Річиця (права).